# Boston Beacons
I Boston Beacons furono un club calcistico statunitense attivo a Boston nel 1968. Il club nacque dalle ceneri dei Boston Rovers, franchigia attiva nel campionato USA ed entrò nel 1968 a far parte della neonata NASL, dove giocò per una sola stagione prima di scomparire. Nel 1967 i Rovers giocarono le loro partite interne al Manning Bowl di Lynn, mentre i Beacons giocarono al Fenway Park di Boston.

## Boston Rovers
I Boston Rovers furono uno dei club che presero parte alla breve avventura dell'USA - United Soccer Association, uno dei due campionati professionistici antecedenti alla NASL. Il campionato USA (riconosciuto da USSF e FIFA come torneo di prima divisione nazionale) era formato da squadre straniere chiamate a giocare nelle città statunitensi a nome dei club locali. Il club che giocò sotto il nome di Boston Rovers furono gli irlandesi del Shamrock Rovers.
| Boston Rovers |

## Boston Beacons
L'anno successivo, con la nascita della NASL, vennero fondati i Boston Beacons, che di fatto proseguivano l'avventura dei Rovers. Il club venne affidato alla guida tecnica di Jack Mansell e fu attivo per una sola deludente stagione in cui arrivò all'ultimo posto nell'Atlantic Division, ottenendo anche uno scarso seguito di pubblico.

## Allenatori
- Liam Tuohy (1967)
- Jack Mansell (1968)